# مرغ کشیش سیاه
مرغ کشیش سیاه (نام علمی: Euplectes gierowii) نام یک گونه از سرده جولاهای چندزنه است.